# Marko Wiz
Marko Wiz, * okoli 1569, † 20. maj 1654, ljubljanski župan v 17. stoletju.
Wiz je bil krčmar, trgovec in posestnik (v bližini svojega mlina je dal sezidati Glinški dvorec). Župan Ljubljane je bil v letih 1640, 1644, 1645 in 1646.